# CONCACAF Champions League 2021
De CONCACAF Champions League 2021 was de dertiende editie van de CONCACAF Champions League, een jaarlijks voetbaltoernooi voor clubs uit Noord- en Centraal-Amerika en de Caraïben, georganiseerd door de CONCACAF. Sinds 2015 is de officiële naam van het toernooi Scotiabank CONCACAF Champions League.
. Het toernooi werd voor de vijfde keer gewonnen door CF Monterrey, dat in de finale met 1–0 won van Club América.

## CONCACAF Champions League
| Tweede fase (Champions League) | Tweede fase (Champions League) | Tweede fase (Champions League) | Tweede fase (Champions League) |
| ------------------------------ | ------------------------------ | ------------------------------ | ------------------------------ |
| Club América                   | CF Monterrey                   | Cruz Azul                      | Club León                      |
| Atlanta United                 | Columbus Crew                  | Philadelphia Union             | Portland Timbers               |
| Toronto FC                     | Atlético Pantoja               | Club Marathón                  | CD Olimpia                     |
| Deportivo Saprissa             | Liga Deportiva Alajuelense     | Arcahaie FC                    | Real Estelí                    |

## Laatste 16
De loting voor de laatste 16 vindt plaats op 10 februari 2021. . De heenwedstrijden vonden plaats van 6 tot 8 april 2021 en de returns vonden een week later plaats van 13 tot 15 april 2021.
| Team 1           | Tot.    | Team 2             | 1e wedstr. | 2e wedstr. |
| ---------------- | ------- | ------------------ | ---------- | ---------- |
| Arcahaie         | 0–8     | Cruz Azul          | 0-0        | 0-8        |
| León             | 2–3     | Toronto FC         | 1-1        | 1-2        |
| Atlético Pantoja | 1–6     | Monterrey          | 0-3        | 1-3        |
| Real Estelí      | 0–5     | Columbus Crew SC   | 0-4        | 0-1        |
| Saprissa         | 0–5     | Philadelphia Union | 0-1        | 0-4        |
| Alajuelense      | 0–2     | Atlanta United FC  | 0-1        | 0-1        |
| Olimpia          | 2–2 (u) | América            | 1-2        | 1-0        |
| Marathón         | 2–7     | Portland Timbers   | 2-2        | 0-5        |

## Kwartfinales
De heenwedstrijden vonden plaats op 27 en 28 april 2021 en de returns vonden een week later plaats op 4 en 5 mei 2021.
| Team 1            | Tot. | Team 2             | 1e wedstr. | 2e wedstr. |
| ----------------- | ---- | ------------------ | ---------- | ---------- |
| Toronto FC        | 1–4  | Cruz Azul          | 1-3        | 0-1        |
| Columbus Crew SC  | 2–5  | Monterrey          | 2-2        | 0-3        |
| Atlanta United FC | 1–4  | Philadelphia Union | 0-3        | 1-1        |
| Portland Timbers  | 2–4  | América            | 1-1        | 1-3        |

## Halve finales
| Team 1    | Tot. | Team 2             | 1e wedstr. | 2e wedstr. |
| --------- | ---- | ------------------ | ---------- | ---------- |
| Monterrey | 5-1  | Cruz Azul          | 1-0        | 4-1        |
| América   | 4-0  | Philadelphia Union | 2-0        | 2-0        |

## Finale
| Team 1    | Res. | Team 2       |
| --------- | ---- | ------------ |
| Monterrey | 1-0  | Club América |